# Diamant Noir
Diamant Noir est un groupe masculin de Rap béninois composé de Amir Alli et Anouar Damala.

## Histoire
Né en 1996 comme étant d'abord  Shaolin Clan, ensuite Black Diamond (2000) et finalement Diamant Noir en 2001; Diamant Noir est composé de deux membres Amir Alli et Anouar Damala, ils ont passés leur enfance à Cotonou avant de rejoindre la France pour leurs études universitaire. Un pied  dans les études et l'autres dans la musique, l'objectif du duo est de « conquérir le public béninois ». Après leur freestyle  « Mets toi à l'aise » en 2004, le groupe décide de sortir en septembre 2005 leur premier album intitulé «Faux frères, vrais jumeaux».  Les titres "Diamant", "Bounce" et "Cotonou city" deviennent des classiques en quelques semaines en témoignent les audiences radio et tv béninoise. Diamant Noir donne son premier grand concert au CIC de Cotonou. Pour la suite de leur carrière le groupe sort en 2006 une ligne de vêtements "Diamant Noir Clothing" . Leur deuxième albums «FFVJ» dont les titres "Notre monde", "Girls" et "Rien que pour toi" sont mis en avant. Principaux membres fondateurs du label  "Cotonou City crew", Amir et Anouar font leur premier concert en France, à Bordeaux,. En compagnie de leurs amis artistes Polo Orisha, Kaysee Montejano et Kaes, formant le "CTN All Star", il s'ensuit deux titres « Bouges toi » et « Fallait pas test », ainsi qu'une tournée au Bénin pendant l'été. En 2015, ils sortent les singles "Victory" et "Batonga" inspiré d'Angélique Kidjo et tirés de leur album en préparation "DN4ever",,,

## Albums
Ensemble, ils sortent officiellement 3 albums:
- 2005 : Faux frères, vrais jumeaux (Cotonou City Crew) Faux frères, vrais jumeaux , la première pépite du groupe Diamant Noir

- 2007 : Nés pour Briller (Cotonou City Crew)Nés pour Briller, le 3e album produit par Diamant Noir

## Compilations
- 2004 : BX Pole
- 2008 : W.A.R
- 2009 : World W.A.R

## Quelques titres du groupe Diamant Noir
Diamant Noir a à son actif plus d'une trentaine de titres,,:
- Mets toi à l'aise
- Bouges toi
- Notre monde
- Bounce
- Girls
- Rien que pour toi
- Fallait pas test
- Diamant
- Les rois sont back
- Né pour briller
- Perle rare ft Nasty nesta
- Ne me pousse pas ft WP babadjèdjè
- Je suis un artiste
- Victory
- Réintroduction
- Audiobiographie
- Batonga
- Maintenant ou jamais

## Distinctions
À son actif le groupe détient plusieurs trophées nominations: Trophée du meilleur groupe béninois lors du Bénin top 10 en 2009,.